# Eikentak
De eikentak (Campaea honoraria) is een nachtvlinder uit de familie van de spanners (Geometridae). De wetenschappelijke soortnaam is als Geometra honoraria gepubliceerd door Michael Denis en Ignaz Schiffermüller in 1775.

## Kenmerken
De voorvleugellengte bedraagt tussen de 20 en 23 mm bij het mannetje, het vrouwtje is groter met 35 tot 38 mm. De basiskleur van de vleugels is grijs, het vrouwtje meer bruingrijs, het mannetje meer roodgrijs. Over de voorvleugel lopen twee rechte donkere met witte lijnen, de buitenste zet zich voort op de achtervleugel. De vleugels hebben een middenstip. De achterranden van de vleugels zijn geschulpt. 

## Levenscyclus
De eikentak gebruikt eiken als waardplant. Er zijn jaarlijks twee generaties die vliegen van april tot september. De soort overwintert als pop.

## Voorkomen
De soort komt verspreid in het westen van Noord-Afrika en in Zuid- en Centraal-Europa. De eikentak is in België een zeer zeldzame soort uit de provincies Luxemburg en Namen. In Nederland is de soort sinds 1926 niet meer waargenomen.